# 농암사당
농암사당(聾巖祠堂)은 대한민국 경상북도 안동시 도산면 운곡리에 있는 사당이다. 1973년 8월 31일 경상북도의 유형문화재 제31호로 지정되었다.

## 개요
조선 중기의 학자 농암 이현보(1467∼1555)의 위패와 초상화인 별본 영정을 모신 사당으로 분강서원에 딸린 건물이다. 원래 도산면 분천동에 있었으나, 안동댐 건설로 1975년에 이곳으로 옮겨지었다.
이현보는 시조작가로 조선시대에 자연을 노래한 대표적 문인이며 국문학사상 중요한 자리를 차지하고 있는 인물이다.
규모는 앞면 3칸·옆면 3칸이고, 지붕은 옆면이 사람 인(人)자 모양인 맞배지붕이다.

## 같이 보기
- 이현보

## 참고 자료
- 농암사당 - 국가유산청 국가유산포털